# Albert Sarraut
Albert Pierre Sarraut, född den 28 juli 1872 i Bordeaux, död den 26 november 1962 i Paris, var en fransk politiker under Tredje republikens kaotiska år. Han innehade flera ministerposter och var under två kortare perioder premiärminister
Sarraut blev 1902 ledamot av deputeradekammaren, där han slöt sig till de radikala socialisterna. Han var biträdande statssekreterare 1906-1911 i ministärerna Sarrien, Clemenceau och Briand samt 1911-1914 generalguvernör över Franska Indokina. Sarraut var 1914-1915 undervisningsminister i Vivianis samlingsministär, blev  1920 kolonialminister i Millerands ministär och bibehöll denna post i ministärerna Leygues, Briand och Poincaré till 1924. Som andre fransk delegerad vid Washingtonkonferensen 1921-22 framlade han med skicklighet de franska synpunkterna.
Även under 1930-talet innehade han ministerposter i olika regeringar, bland annat som marinminister och inrikesminister. Två gånger var han premiärminister: 26 oktober till 24 november 1933 och 24 januari till 4 juni 1936. Sarraut tillhörde den majoritet av parlamentsledamöter som 1940 röstade för förslaget att upplösa republiken och överföra makten och styret av Frankrike till konseljpresidenten Philippe Pétain. Omröstningen innebar att den nya auktoritära staten État français konstituerades. Det var den som under den tyska ockupationen kom att kallas Vichyfrankrike.
Under de följande åren arbetade Albert Sarraut på sin bror Maurices morgontidning La Dépêche. År 1943 började den inflytelserika tidningen distansera sig från Vichyregimens regeringschefen Pierre Laval vilket fick till följd att Maurice Sarraut mördades av den franska milisen. År 1944 arresterades Albert Sarraut av Gestapo och fördes till interneringslägret Compiègne varifrån han deporterades till koncentrationslägret Neuengamme. Sarraut överlevde interneringen i lägren och efter andra världskriget var han delegat i Franska unionens församling. Franska unionen var en sammanslutning av Frankrike och dess kolonier.